# Primavera kutatóállomás
A Primavera kutatóállomás (spanyolul: Base Primavera, nevének jelentése: tavasz bázis) egy Argentínához tartozó időszakos kutatóállomás az Antarktiszon. Argentína úgy tekint rá, hogy Tűzföld tartomány Antártida Argentína megyéjéhez tartozik. Neve a Primavera-fok nevéből származik, amit Adrien de Gerlache belga tengerész 19. század végi expedíciója során neveztek el, egy W. Spring nevű professzor emlékére, akinek családnevét később szó szerint fordították spanyolra.
A bázis a Szent Márton-föld nyugati partján, a Gerlache-szoros északi, a Cierva-öböl délnyugati bejáratánál, a Danco-parton, a Primavera-fok gránitszikláján épült fel. A hőmérséklet -20 °C és +13 °C között változik, a (többnyire északnyugati irányból fújó) szél átlagsebessége 45 km/h. Mikroklímájának köszönhetően antarktiszi viszonylatban kedvezőek a feltételek mind az emberi tevékenység, mind az élővilág számára, például a kontinens állatfajainak 90%-a megtalálható a környéken. Jellegzetes állatai a dél-amerikai medvefóka, a rákevő fóka, a Weddell-fóka, a leopárdfóka, a déli elefántfóka, a kék bálna, a közönséges barázdásbálna, a déli simabálna, a nagy ámbráscet és a kardszárnyú delfin, valamint sirályok, kárókatonák, viharmadarak, halfarkasfélék és tokoscsőrűfélék. A sziklákat helyenként zuzmó- és moharéteg borítja, valamint a sarkvidék perjeféléinek 80%-a is előfordul a közelben.

## Története
A helyszínen 1954. január 23-án az argentin tengerészet egy Capitán Cobbett nevű állomáshelyet épített. Az új bázist 1977. március 3-án hozták létre. A kezdetben két kis házból, egy raktárból és egy egészségügyi helyiségből álló épületegyüttest Ignacio Carro és nyolc embere fagyasztókamrával, két menedékhellyel, egy műhellyel és rádiófelszereléssel bővítette. 1982-ben az állandó tevékenységet megszüntették, ma csak nyaranta működik, ekkor általában 18 fő dolgozik itt. Fő kutatási területük az élővilág: madarakat, mohákat, zuzmókat és moszatokat vizsgálnak.